# San Miguel Brewery
San Miguel Brewery, Inc. (acronim SMB) este o companie filipineză producătoare de bere⁠(d) cu sediul în orașul Mandaluyong⁠(d) din regiunea Metro Manila⁠(d), fondată în anul 2007 prin desprinderea diviziei de bere din cadrul conglomeratului San Miguel Corporation și deținută actualmente în comun de concernul filipinez San Miguel Food and Beverage, Inc. (o subsidiară a conglomeratului San Miguel Corporation) și holdingul japonez Kirin Holdings Co. Ltd.⁠(d).
San Miguel Brewery este cel mai mare producător de bere din Filipine, cu o cotă de piață de peste 95% în anul 2010. Compania operează, de asemenea, în China și Asia de Sud-Est. Principalele mărci de bere ale SMB sunt San Miguel Pale Pilsen (marca emblematică, produsă încă din 1890), Red Horse⁠(d), San Mig Light și Gold Eagle.

## Istorie

### Începuturi

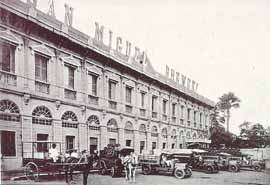
Clădirea inițială a fabricii de bere San Miguel din Manila, circa 1915.

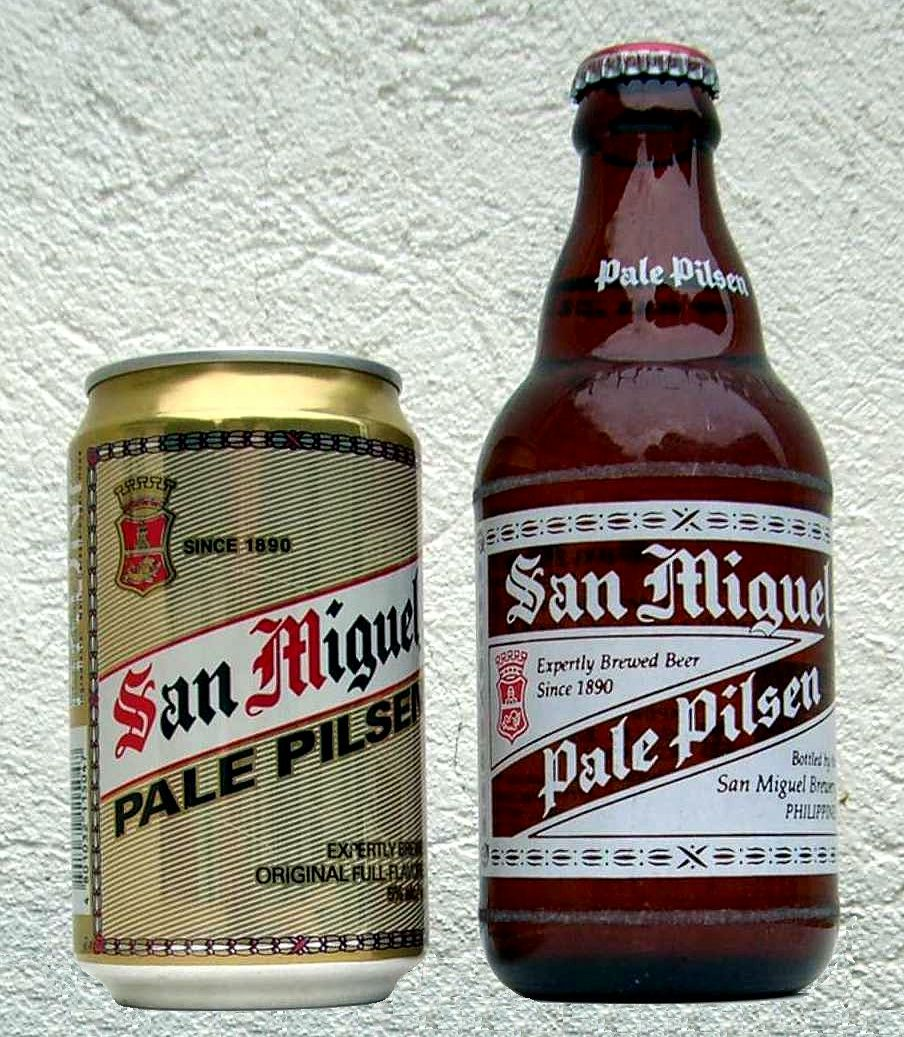
San Miguel Pale Pilsen, marca emblematică a SMC

Primele încercări de fabricare a berii pe teritoriul Filipinelor au avut loc în anul 1885 și au fost realizate prin metode tradiționale de o comunitate de călugări augustinieni reculeși⁠(d) spanioli. Cinci ani mai târziu, un grup de oameni de afaceri de origine spaniolă, condus de Enrique María Barretto de Ycaza, a obținut o cartă regală pe 20 de ani și a înființat oficial la 29 septembrie 1890 (ziua sărbătoririi Sfântului Arhanghel Mihail de către Biserica Romano-Catolică) o fabrică de bere în cartierul San Miguel al orașului Manila, care era la acea vreme capitala Căpităniei Generale a Filipinelor⁠(d), teritoriu administrativ al Imperiului Spaniol. Fábrica de Cerveza San Miguel era la acea vreme prima fabrică de bere din Asia de Sud-Est, unde această băutură alcoolică era încă practic necunoscută. În următorii ani San Miguel a început să distribuie berea în alte provincii ale Filipinelor și a devenit lider pe piața locală a berii. Filipinele au devenit o colonie americană în urma Războiului Hispano-American din 1898, fiind cedate de Spania către Statele Unite ale Americii, așa că, la începutul secolului al XX-lea, Fábrica de Cerveza San Miguel a început să se extindă în alte regiuni din Asia de Sud-Est ca porturile comerciale Hong Kong și Shanghai sau insulele americane Guam și Hawaii, unde a început să fie distribuită începând din iunie 1913.
Cu puțin timp înainte de cedarea Filipinelor, Enrique María Barretto și-a vândut acțiunile către Pedro Pablo Róxas y Castro, unul dintre fondatori, iar compania filipineză a intrat treptat în proprietatea familiilor Roxás, Zóbel și Ayala, care au ajuns să creeze puternicul clan „Zóbel de Ayala”. Berea San Miguel deținea în anul 1913 o cotă de 88% pe piața berii din Filipine, iar în același an a fost restructurată ca o companie publică și redenumită San Miguel Brewery, Inc. O perioadă de prosperitate a început în anul 1918, odată cu preluarea conducerii companiei de către Andrés Soriano⁠(d), nepotul lui Pedro Róxas, care a reorganizat și profesionalizat compania și a lansat o strategie de internaționalizare. San Miguel Brewery s-a extins în perioada conducerii lui Soriano (1918–1964), modernizându-și unitățile de producție, lansând sortimente noi de bere și de băuturi răcoritoare, achiziționând participații în capitalul mai multor fabrici de bere din Statele Unite ale Americii și dobândind drepturi exclusive de îmbuteliare a Coca-Cola în Filipine. În acest timp, berea San Miguel a continuat să fie comercializată în Filipine și în alte țări ca o marcă filipineză și nu spaniolă și a ajuns în anii 1930 și 1940 cea mai vândută marcă de bere din Asia.
Compania a fost redenumită San Miguel Corporation (SMC) în 1963 și a devenit în timp unul dintre cele mai mari conglomerate de afaceri din Filipine, cu participații în companiile de fabricare de băuturi alcoolice și nealcoolice, alimente și ambalaje. Fabricile de bere au funcționat ca parte a diviziei de bere a San Miguel Corporation până în 2007.

### Înființarea companiei

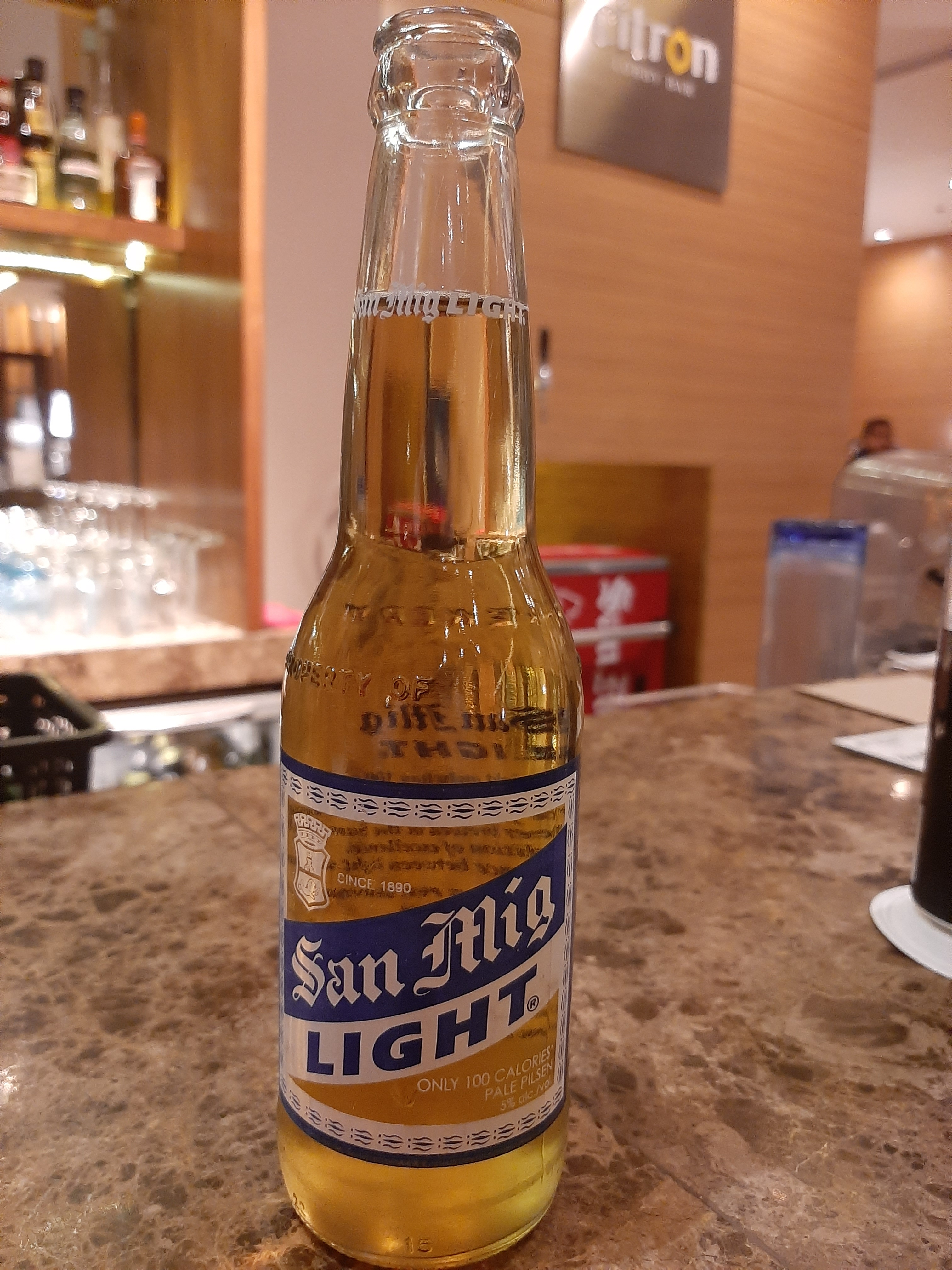
San Mig Light, o bere Low Carb (Low Calorie) cu un conținut de alcool de 5%

Conducerea San Miguel Corporation (SMC) a decis în anul 2007 să-și diversifice activitatea, implicându-se în domeniul energiei, infrastructurii, utilităților, telecomunicațiilor sau mass-media. Diversificarea activităților a dus la desprinderea diviziei de bere din cadrul conglomeratului. Actuala companie San Miguel Brewery, Inc. a fost înființată la 26 iulie 2007, ca o subsidiară a San Miguel Corporation, iar afacerea cu bere autohtonă s-a divizat din cadrul SMC în San Miguel Brewery la 1 octombrie 2007. Divizarea afacerii cu bere a SMC și înființarea SMB nu a inclus transferul de terenuri și de proprietate intelectuală, mărcile rămânând proprietatea SMC. San Miguel Brewery plătea lunar corporației mamă o redevență de 2% din veniturile din vânzări și contribuia cu aproximativ 40% la profitul operațional al grupului. San Miguel Corporation a înființat în decembrie 2008 două noi subsidiare deținute în totalitate pentru a-și proteja interesele sale în afacerea cu bere: Brewery Properties Inc. (care deținea terenurile fabricilor de bere) și Iconic Beverages Inc. (care deținea mărcile de bere ale SMC).
În anul 2009 compania Kirin Holdings Co. Ltd.⁠(d) din Japonia (al doilea cel mai mare producător de bere din Japonia) a achiziționat un pachet de 48,39% din capitalul social al San Miguel Brewery, Inc. de la SMC, pentru suma de 1,4 miliarde de dolari. Cooperarea SMC cu Kirin era mai veche: Kirin avea o strategie agresivă de extindere pe piețele berii din Asia și Oceania pentru a compensa scăderea consumului în Japonia ca urmare a scăderii și îmbătrânirii populației⁠(d) din țara sa de origine, urmărind să-și sprorească veniturile realizate în străinătate la 30% până în 2015, și achiziționase în 2001 o participație de 15% din acțiunile SMC pentru suma de 536 de milioane de dolari, pentru ca patru ani mai târziu să-și majoreze participația la 19,7%. Pentru a acoperi o parte din costul achiziționării participației sale, holdingul japonez Kirin a decis să-și vândă pachetul de 19,9% deținut în cadrul San Miguel Corporation pentru aproximativ 39,6 miliarde de pesos (820 de milioane de dolari) către compania filipineză de management al investițiilor Q-Tech Alliance Holdings Inc., o companie recent înființată cu un capital social de 1 miliard de pesos și condusă de oamenii de afaceri Roberto Ongpin⁠(d) (fost ministru al comerțului și industriei în timpul administrației președintelui Ferdinand Marcos) și Eric Ongpin Recto⁠(d) (fost subsecretar în cadrul Ministerului Finanțelor), care participaseră mai demult la achiziționarea companiei Petron⁠(d) de către fondul de investiții britanic Ashmore Group⁠(d) și la revânzarea ulterioară a acestei participații către San Miguel Corporation.
Tranzacția cu acțiunile San Miguel Brewery (care a fost finalizată în mai 2009) a fost realizată în două etape: o participație de 43,249% a fost achiziționată de la San Miguel Corporation pentru suma de 58,9 miliarde de pesos (1,22 miliarde de dolari), iar o altă participație de 5,14% printr-o ofertă publică pe piața liberă pentru suma de 7,8 miliarde de pesos (162 de milioane de dolari). Prețul de achiziție oferit de Kirin a fost de 8,841 pesos (PHP) pe acțiune, o ofertă evaluată ca dezamăgitoare și „mult sub așteptările pieței” de specialiști care se așteptau la un preț de 12-14 pesos pe acțiune. Cotația bursieră a acțiunilor San Miguel Brewery a scăzut din acest motiv cu 7,2%, la un nivel minim de 9 pesos. San Miguel Corporation a păstrat totuși o participație majoritară de 51% în cadrul companiei San Miguel Brewery.
San Miguel Brewery, Inc. a lansat cu succes în același an o emisiune record de obligațiuni în valoare de 38,8 miliarde de pesos (aprox. 805 milioane de dolari) – cea mai mare ofertă de obligațiuni a unui emitent corporativ din Filipine –, folosind veniturile obținute pentru achiziționarea mărcii autohtone de bere San Miguel și a terenurilor fabricilor de bere de la San Miguel Corporation.
În 2010, San Miguel Brewery, Inc. a achiziționat 100% din capitalul social al companiei San Miguel Brewing International Ltd (SMBIL), permițând San Miguel Brewery să realizeze integrarea completă a afacerilor sale interne și internaționale în domeniul berii. San Miguel Brewing International coordonează operațiunile de export și distribuție din Republica Populară Chineză, Hong Kong (San Miguel Brewery Hong Kong⁠(d)), Indonezia, Thailanda și Vietnam, contribuind la menținerea unei piețe de desfacere în regiunea Asia-Pacific. Costul tranzacției a fost de 300 de milioane de dolari.

### Cotarea bursieră
San Miguel Brewery, Inc. a fost listată la Bursa de Valori din Filipine⁠(d) (PSE: SMB) în 12 mai 2008. Tranzacționarea acțiunilor sale a fost suspendată de Bursă în 2 ianuarie 2013, odată cu intrarea în vigoare a regulii privind deținerea unei participații tranzacționabile de minim 10% pentru continuarea cotării. Ultima tranzacționare a acțiunilor SMB pe Bursă a avut loc în 28 decembrie 2012, la prețul de 29,30 pesos pe acțiune. Capitalul flotant al companiei era la 28 decembrie 2012 de doar 0,61%, deoarece SMC, care deținea 51% din SMB, și Kirin Holdings, care deținea puțin peste 48%, nu au vrut să-și dilueze participațiile respective. SMB era cea mai mare companie delistată de PSE în ultimii ani, având în acel moment o capitalizare de piață de 451,53 miliarde de pesos.
În 18 februarie 2013, printr-o notificare adresată acționarilor, San Miguel Brewery a anunțat hotărârea consiliului său de administrație de radiere voluntară a companiei de la bursă, precum și lansarea unei oferte publice de răscumpărare a 94.239.810 acțiuni, reprezentând un capital flotant de 0,61% deținut de acționarii minoritari. Oferta publică s-a derulat în perioada 4 martie – 3 aprilie 2013 în afara sistemului de tranzacționare al PSE la un preț de 20 de pesos pe acțiune, iar câștigurile de capital au fost supuse unui impozit cuprins între 5 și 10%. Prețul oferit de SMB acționarilor era cu 31,74% mai mic decât ultima cotație bursieră de 29,30 pesos, fiind în conformitate cu o valoare de piață estimată atunci la 9 miliarde de dolari. Consiliul de administrație al PSE a admis, în ședința sa din 24 aprilie 2003, cererea de radiere voluntară depusă de San Miguel Brewery, urmând ca radierea să devină efectivă la 15 mai 2013. Compania a plătit taxa de radiere de la Bursă la 6 mai 2013.

### Consolidarea afacerii
Conducerea companiei San Miguel Brewery a adoptat o strategie de expansiune și diversificare în anul 2014 și s-a implicat astfel în sectorul băuturilor nealcoolice, care fusese profitabil în ultimii cinci ani și crescuse într-un ritm mai rapid decât sectorul băuturilor alcoolice, ajungând să dețină o pondere mai mare în industria băuturilor. Prin urmare, San Miguel Brewery a achiziționat în aprilie 2015 activele de băuturi nealcoolice ale Ginebra San Miguel, Inc.⁠(d) (GSMI) pentru suma de 397,89 milioane de pesos (8,91 milioane de dolari). Achiziția cuprindea atât fabricile și instalațiile, cât și stocurile de produse finite, ambalaje și materii prime aflate în curs de procesare. Ginebra produce atât băuturi nealcoolice (apă plată, băuturi energizante carbogazoase, ceai necarbonatat și sucuri de fructe sub formă lichidă sau de pudră efervescentă), cât și băuturi alcoolice, fiind cel mai mare producător de gin din lume, cu unele dintre cele mai recunoscute mărci.
Pe 6 noiembrie 2017, SMC a anunțat consolidarea afacerilor sale din industria băuturilor în cadrul San Miguel Pure Foods Company, Inc. printr-o tranzacție ce implica un transfer de acțiuni în valoare de 6,6 miliarde de dolari (USD). San Miguel Pure Foods Company, Inc. urma să achiziționeze 7,86 miliarde de acțiuni la San Miguel Brewery, Inc. și 216,97 milioane de acțiuni la Ginebra San Miguel, Inc.⁠(d) de la SMC, iar SMC urma să subscrie la 4,24 miliarde de acțiuni suplimentare emis de Pure Foods în urma unei creșteri planificate a capitalului social. Prin aceste tranzacții, San Miguel Pure Foods urma să dețină o participație de 51,2% din San Miguel Brewery Inc. și aproximativ 76% din Ginebra San Miguel Inc. (GSMI), urmând ca 83% din valoarea conglomeratului să provină din afacerea cu bere. Valoarea de piață a companiei San Miguel Brewery era estimată atunci de Ramon S. Ang, președintele executiv al SMC, la aproximativ 9 miliarde de dolari. După consolidare, San Miguel Pure Foods Company, Inc. urma să fie redenumită San Miguel Food and Beverage, Inc.
San Miguel Pure Foods Company, Inc. a organizat o adunare specială a acționarilor la 18 ianuarie 2018, care a aprobat modificarea actului constitutiv și transferul de acțiuni. După consolidare, SMC intenționa să vândă unor investitori străini un pachet de până la 30% din acțiunile companiei pentru a obține aproximativ 3 miliarde de dolari cu care să finanțeze investițiile viitoare. Vânzarea urma să se facă printr-un plasament privat în cursul anului 2018. La 23 martie 2018, Comisia pentru Bursă și Valori Mobiliare (SEC)⁠(d) a aprobat modificarea actului constitutiv al companiei și schimbarea denumirii sale.
Situația financiară a companiei a crescut gradual în anii următori: astfel, cifra de afaceri a ajuns la 136,2 miliarde ₱ (2,4 miliarde USD) în anul 2022 (+17%), iar profitul net la 21,8 miliarde ₱ (383,86 milioane USD) (+6%). Volumul de bere vândut pe piața filipineză a crescut cu 26,1%, în timp ce volumul de bere vândut pe piețele internaționale (exportat sau produs în Hong Kong) a înregistrat o creștere cu 28,5%. Compania deține, de asemenea, o rețea regională care cuprinde țări precum China, Indonezia, Thailanda și Vietnam.
Compania San Miguel Brewery are șapte unități de producție situate strategic pe teritoriul Filipinelor pentru a asigura disponibilitatea și prospețimea produselor și un sistem de distribuție foarte dezvoltat, care deservește aproximativ 471.000 de puncte de vânzare cu amănuntul. Ea și-a extins și consolidat continuu portofoliul de produse, incluzând noi mărci în funcție de cererea de pe piață, și fabrica în anul 2023 peste 11 sortimente de bere San Miguel: San Miguel Pale Pilsen, San Miguel Premium All-Malt Beer, San Miguel Super Dry, Cerveza Negra, Red Horse Beer, San Mig Light, San Miguel Flavoured Beer, San Mig Zero, Gold Eagle Beer, Kirin Ichiban și San Mig Free. Sortimentele San Miguel Pale Pilsen, Red Horse, San Mig Light și Gold Eagle erau cele mai vândute patru sortimente de bere din țară. Cota companiei pe piața berii din Filipine era mai mare de 90% în anul 2023, ceea ce o făcea cel mai mare producător de bere din Filipine.

## Plăci memoriale

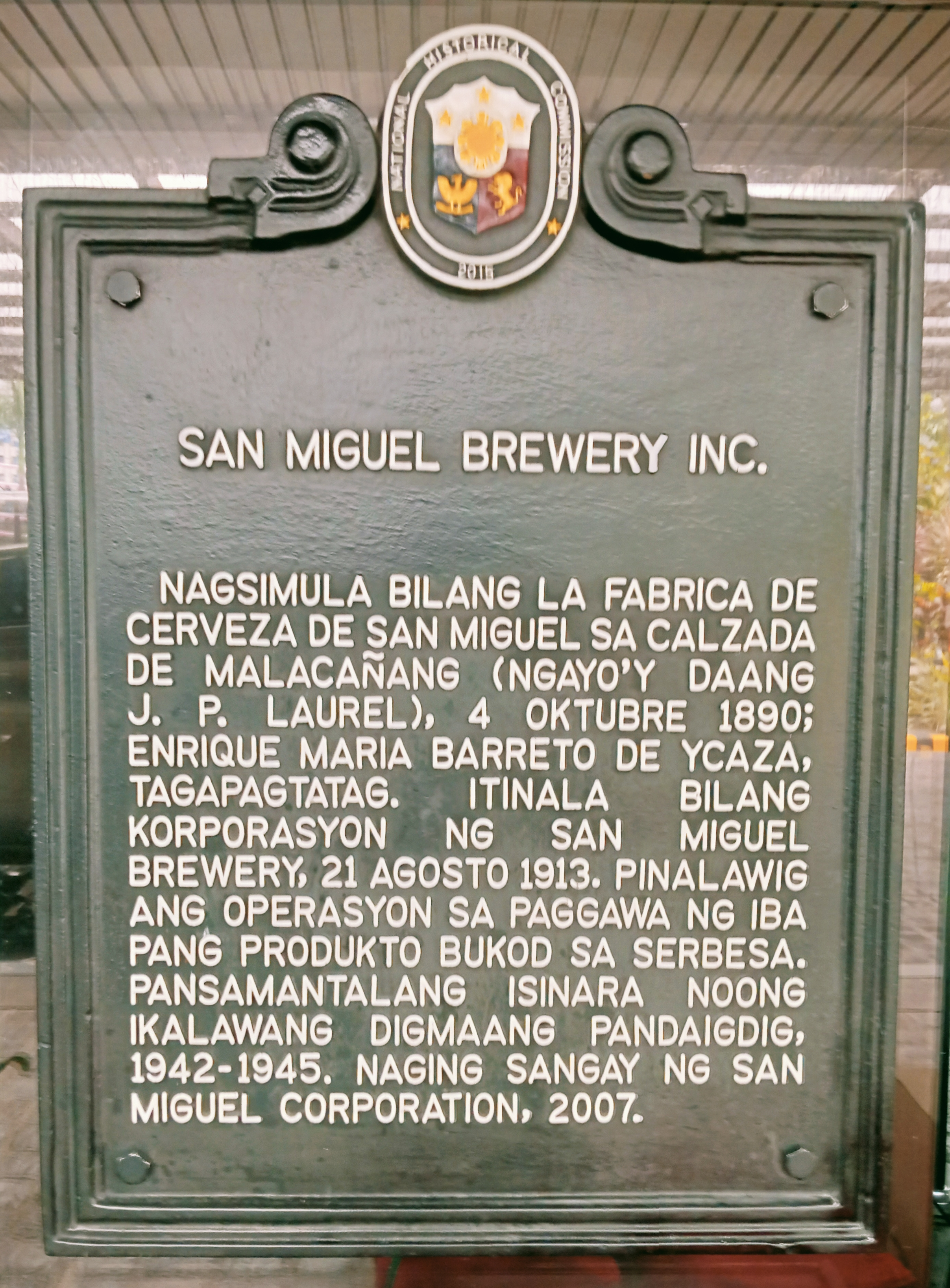
Placa memorială amplasată pe clădirea sediului San Miguel Corporation din Mandaluyong în 2015.

Comitetul de Istorie al Filipinelor (actualmente Comisia Națională de Istorie a Filipinelor⁠(d)) a instalat în anul 1950 o placă memorială pe clădirea Fábrica de Cerveza de San Miguel de pe strada General Solano din cartierul San Miguel al orașului Manila. Textul imprimat pe această placă este următorul:
| FABRICA DE CERVEZA DE SAN MIGUEL |
| --- |
| FUNDADA POR D. ENRIQUE MARIA BARRETO DE YCAZA, 4 DE MARZO DE 1890, EN LA CALZADA DE MALACAÑANG⁠(d), NUM. 6, AHORA AVILES NUM. 132. INAUGURADA, 4 DE OCTUBRE DE 1890. BENEDECIDA POR EL GOB. ECL. D. EUGENIO NETTAR Y APADRINADA POR EL CAPITAN GENERAL D. VALERISMO WEYLER⁠(d), GENERALES FEDUCHI Y EL MARQUES DE AHUMADA. ADMINISTRADA SUCESIVAMENTE PRO D. ENRIQUE MA. BARRETO HASTA 1893; D. PEDRO F. ROXAS (SOCIO GESTOR), 1893-1896; D. ENRIQUE BRIAS DE COYA, 1896-1903; D. VICENTE FERNANDEZ, 1903-1910; D. ANTONIO R. ROXAS, 1910-1917; D. ANTONIO BRIAS ROXAS, 1917-1945; CORONEL D. ANDRES SORIANO DESDE 1919. EXTENDIO SUS ACTIVIDADES 1919. |

La 29 septembrie 2015, cu ocazia celei de-a 125-a aniversări a înființării fabricii de bere San Miguel Brewery, Comisia Națională de Istorie a Filipinelor a instalat o placă memorială pe clădirea sediului San Miguel Corporation din Mandaluyong. Textul imprimat pe această placă este următorul:
| SAN MIGUEL BREWERY, INC. |
| --- |
| NAGSIMULA BILANG LA FABRICA DE CERVEZA DE SAN MIGUEL SA CALZADA DE MALACANANG (NGAYO’Y DAANG J.P. LAUREL), 4 OKTUBRE 1890; ENRIQUE MARIA BARRETO DE YCASA, TAGAPAGTATAG. ITINALA BILANG KORPORASYON NG SAN MIGUEL BREWERY, 21 AGOSTO 1913. PINALAWIG ANG OPERASYON SA PAGGAWA NG IBA PANG PRODUKTO BUKOD SA SERBESA. PANSAMANTALANG ISINARA NOONG IKALAWANG DIGMAANG PANDAIGDIG, 1942-1945. NAGING SANGAY NG SAN MIGUEL COPORATION [sic], 2007. |

## Mărci
San Miguel Brewery este cel mai mare producător de bere din Filipine, cu o cotă de piață de peste 95% în anul 2010. Principalele sortimente de bere ale SMB sunt următoarele:
- San Miguel Pale Pilsen (San Miguel Beer, marca emblematică, produsă încă din 1890, 5%)[5][6][34]
- San Miguel Premium All-Malt Beer (bere cu un gust mai fin și mai puțin amară, lansată în 2008, 5%)[21][34]
- San Miguel Super Dry (bere crisp, 5%)[34]
- San Miguel Flavored Beer (bere cu aromă de fructe: mere, lămâie și lici, 3%)[34]
- San Mig Light (5%)[5][6][34]
- San Mig Zero (bere fără zahăr și cu puține calorii, 3%)[34]
- San Mig Free 0.0 (bere fără alcool, 0%)[34]
- San Mig Hard Seltzer (bere cu aromă de fructe, fără zahăr și fără conservanți, 5%)
- Cerveza Negra (San Miguel Dark, bere lager brună, cu aromă de caramel 5%)[34]
- Cerveza Blanca (San Miguel Wheat Beer, bere din grâu, 5,4%)[37]
- Gold Eagle Beer (4,5%)[6][34]
- Red Horse Beer⁠(d) (bere extra strong, 6,9%)[5][6][34]
- Kirin Ichiban (bere cu 100% malț, 5%)[34]
- Cali (singura băutură fără alcool pe bază de malț din Filipine)[21]

## Galerie

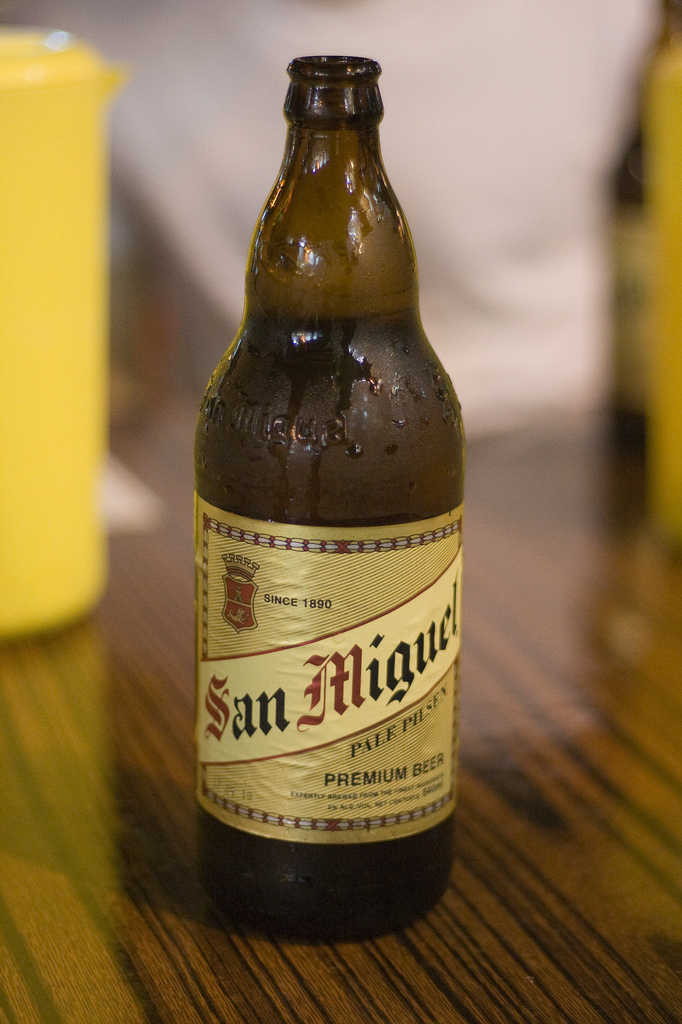
Sticlă de bere San Miguel Pale Pilsen
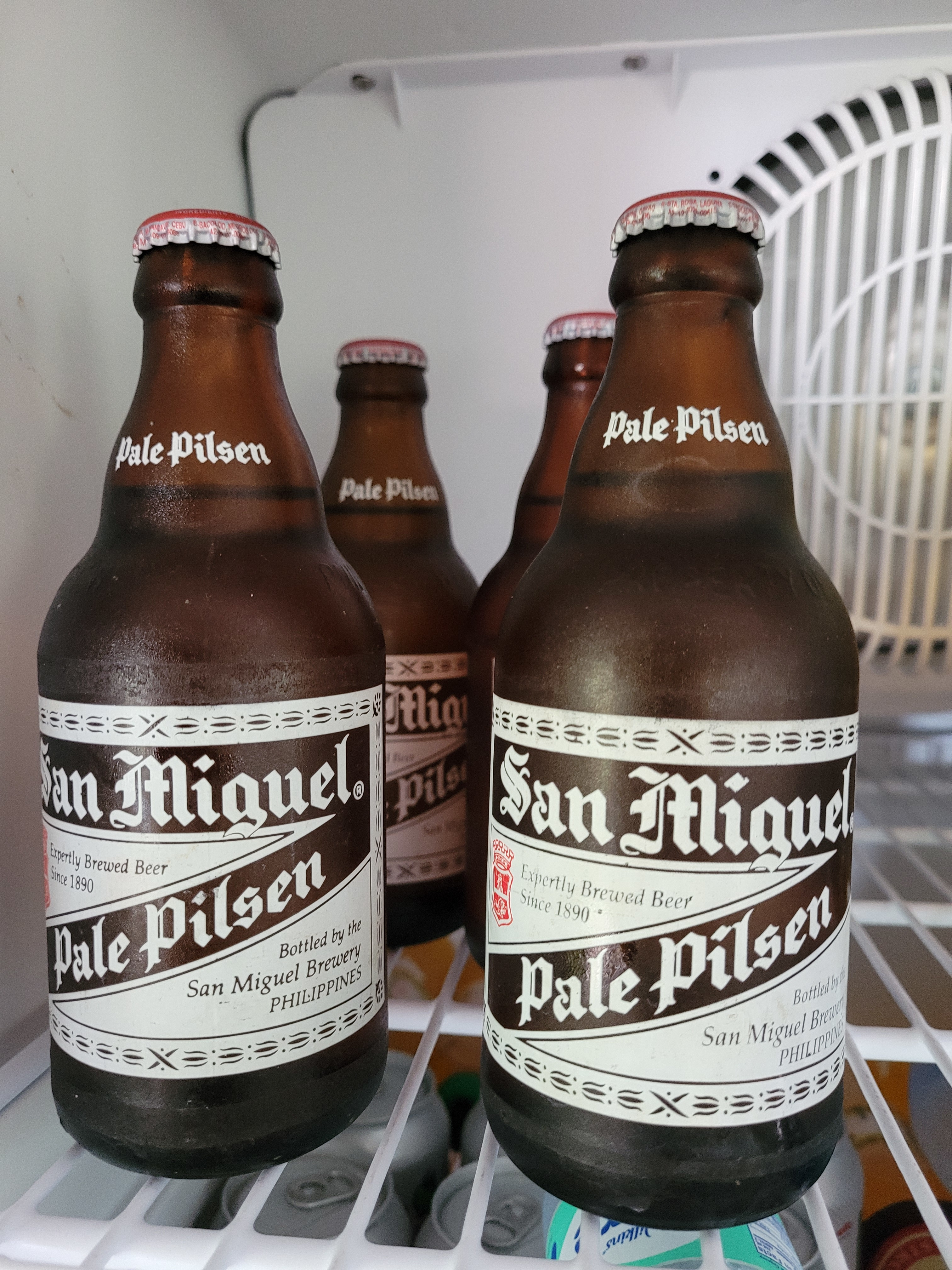
Sticle de bere San Miguel Pale Pilsen
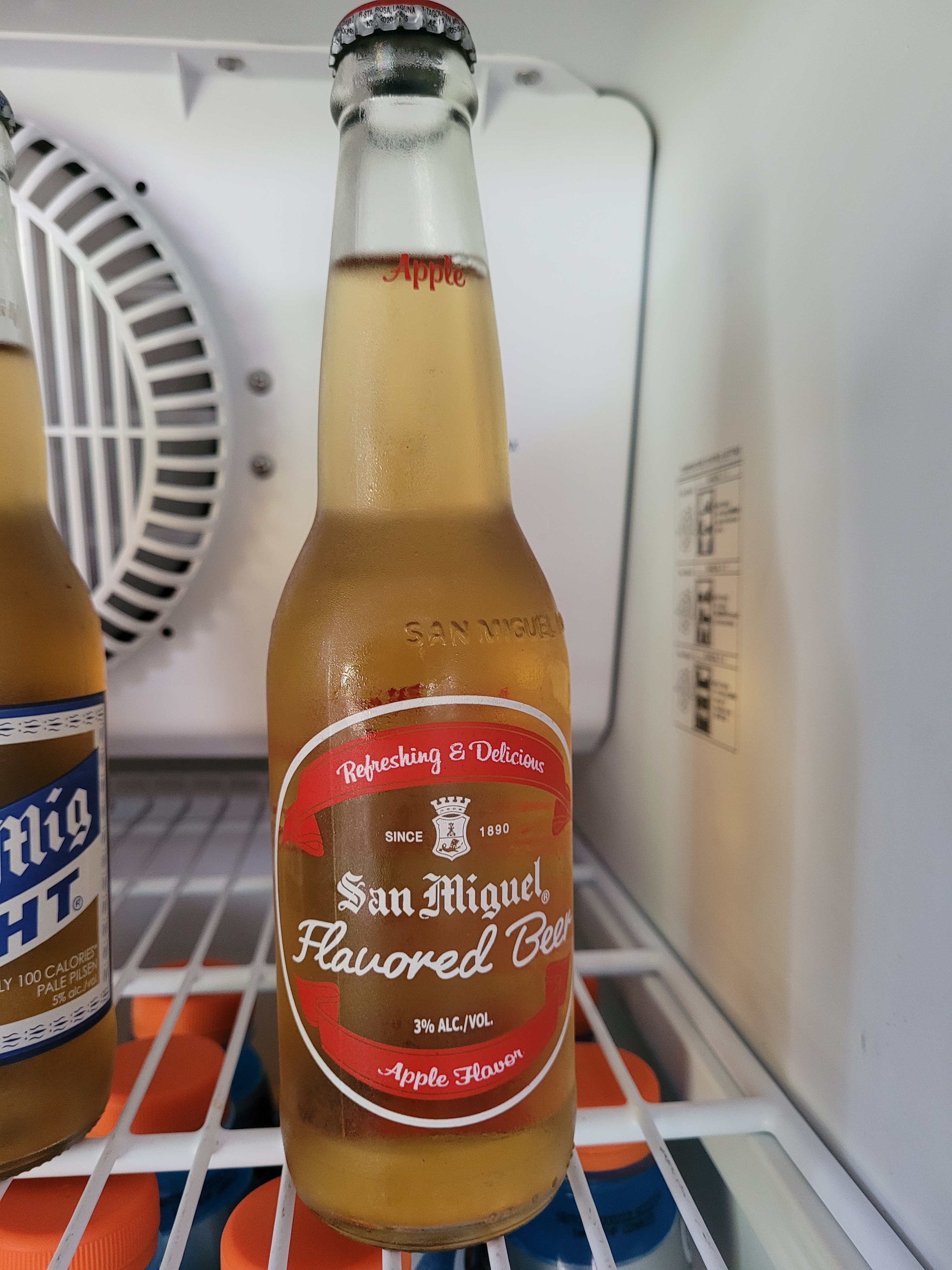
Stcilă de bere San Miguel Flavored Beer cu aromă de mere
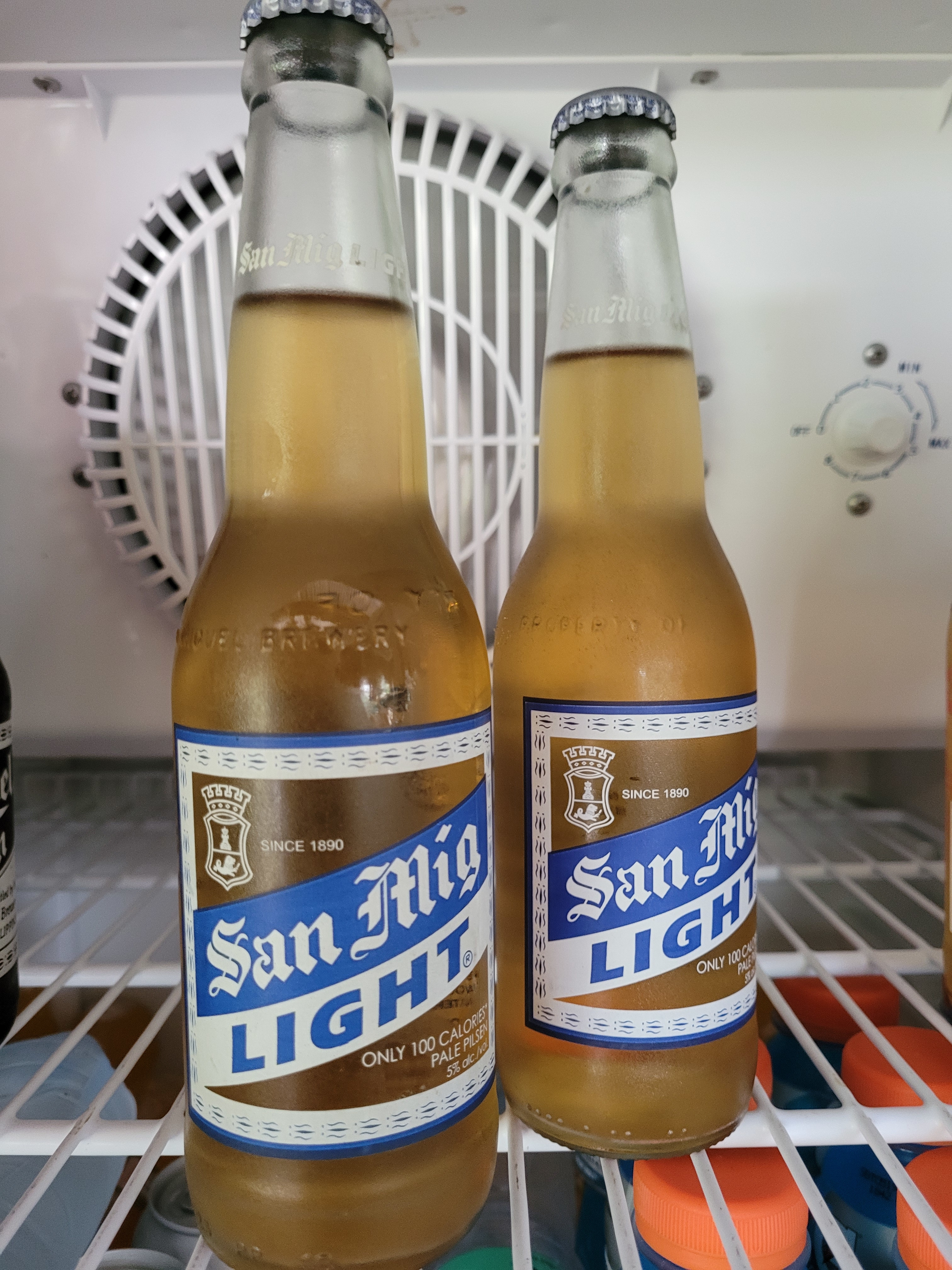
Două sticle de San Mig Light
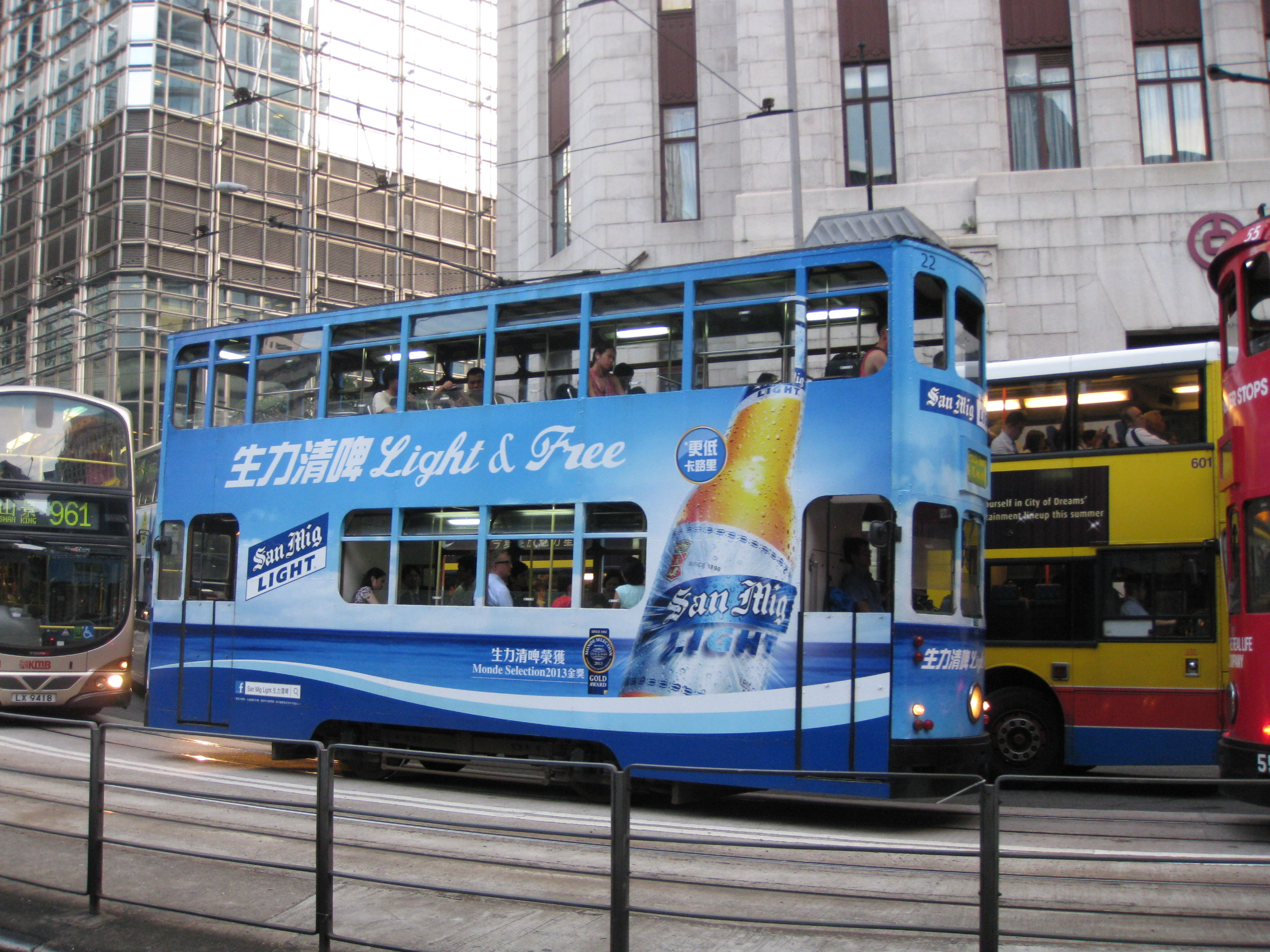
Tramvai inscripționat cu reclamă la San Mig Light în Hong Kong
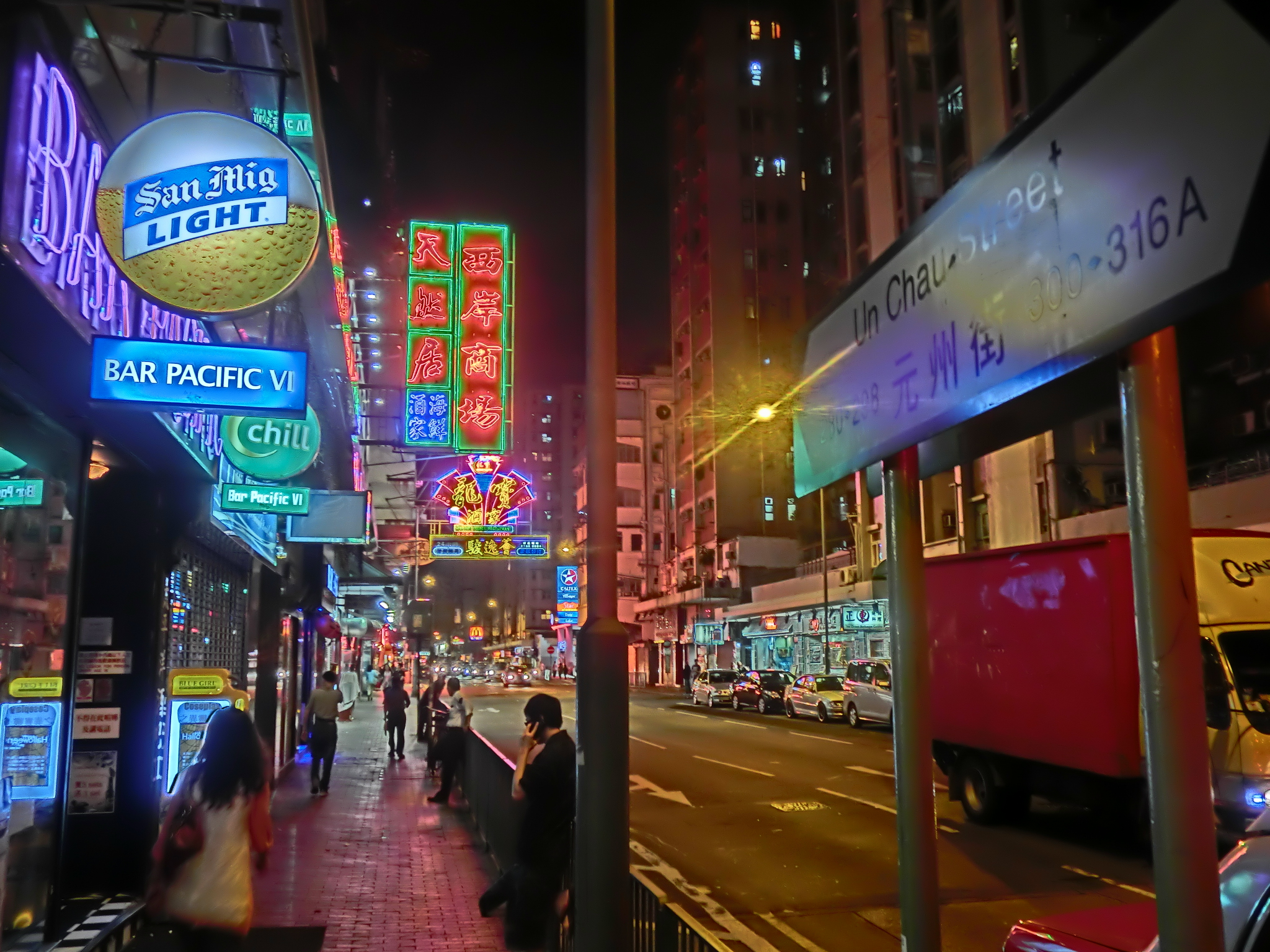
Reclamă la San Mig Light pe strada Un Chau⁠(d) (districtul Sham Shui Po⁠(d)) din Hong Kong